# ミサイルハッピー!
『ミサイルハッピー!』は、桐谷実紀による日本の漫画作品。

## 概要
作者にとって初の連載作品。『ザ花とゆめ』（白泉社）にて2001年2月1日号から2005年4月1日号まで通算20回連載された。ただし第7話のみ『花とゆめ』（同）2002年第24号に掲載。

## 登場人物
佐伯 実果子（さえき みかこ）
主人公。中学3年生（第1話時点）。7月7日生まれ。身長157cm、O型。不動産屋の契約ミスで朗の部屋に二重契約となり、同居することになる。当初はかなり緊張を隠せない箇所が多く見えたが、次第に朗と一緒にいることに執念を燃やし様々な行動を投げかけようとしている。両親は12年前に交通事故で死亡し、佐伯家の養子として育てられてきた。
喜多嶋 朗（きたじま ろう）
実果子と同居するようになった高校2年生（第1話時点）。5月21日生まれ。身長176cm、A型。父親の跡継ぎに対して医者を目指すために実家を離れて自費で家庭教師等のバイトの傍ら勉強に励んでいる。高校卒業後は医大に進学する。料理が得意。
喜多嶋 明（きたじま めい）
朗の父親。化粧品メーカー「MAY」の社長。息子の朗を跡継ぎにしようとしているが朗本人が医者を目指すということで意見が食い違いそれに対抗して諦めさせるよう様々な作戦を企てている。
喜多嶋 美園（きたじま みその）
朗の母親。料理研究家。「MISONO料理学院」理事長である。
喜多嶋 照（きたじま てる）
朗の弟。3月30日生まれ。身長162cm。朗のエリート意識に嫉妬して、実果子にきつく当たっている。
有水 世紀（うすい せき）
実果子のクラスメート。作家志望で「デストラクションベイビー」という著書の主人公にあこがれ、それ以外の男はカボチャと思っている。後に別の学校の彼氏にあこがれたりする。
四条 有菜（しじょう ゆうな）
実果子のクラスメート。朗を見て即格好いいと判断した。
丹田 敦夫（にだ あつお）
T大付属校在学。身長195cm。「クマも退散させた」とか「喧嘩したら半殺しにされる」等の噂を持ち仏頂面で誰もがひるむような人である。世紀が密かに尾行していたりされている。
富田林 蒼（とんだばやし あおい）
キッチン「しあわせたまご」の店主。身長182cm。バイトの社員には厳しい。昔実果子がしばしば通っていたので認識があった。特技はオカマ言葉で、実果子は当初女性と思ってしまった。
橘 紗矢（たちばな さや）
身長162cm。特技は悩殺。
松永 律譜（まつなが りふ）
父親と生き別れとなったことで突如朗の家にやってきた小学生。朗のことは父親のように思っているが、実果子のことはあまり好ましく思っていない。
KAZUTO（カズト）
朗の父親が勤める化粧品会社の広告に登場したアーティスト。メディアにあまり登場せず、謎が多い。生活感ゼロと思われている。